# Полікруг
Полікруг (також поліциліндр, полідиск) — геометричний багатовимірний об'єкт, що є добутком звичайних кругів. Полікруги часто використовуються в комплексному аналізі при вивченні функцій багатьох комплексних змінних, зокрема часто інтегральні теореми для багатьох змінних формулюються через інтеграли на границі полікруга.

## Означення
Означення тут буде дано для комплексного простору {\displaystyle \mathbb {C} ^{n}.} Аналоги всіх означень легко сформулювати також для простору {\displaystyle \mathbb {R} ^{2n}.}
Якщо позначити {\displaystyle D(z,r)} відкритий круг з центром в точці z і радіусом r в комплексній площині, тоді відкритим полікругом розмірності n з мультирадіусом {\displaystyle (r_{1},\dots ,r_{n})} і центром в точці {\displaystyle (z_{1},\dots ,z_{n}\in \mathbb {C} ^{n})} називається множина
{\displaystyle D(z_{1},r_{1})\times \dots \times D(z_{n},r_{n}).}
Іншими словами відкритим полідиском з мультирадіусом {\displaystyle (r_{1},\dots ,r_{n})} і центром в точці {\displaystyle (z_{1},\dots ,z_{n}\in \mathbb {C} ^{n})} є множина:
{\displaystyle \{w=(w_{1},w_{2},\dots ,w_{n})\in {\mathbf {C} }^{n}\mid \vert z_{k}-w_{k}\vert <r_{k},\;\;\forall k=1,\dots ,n\}.}
Подібним чином можна визначити і замкнутий полікруг:
{\displaystyle \{w=(w_{1},w_{2},\dots ,w_{n})\in {\mathbf {C} }^{n}\mid \vert z_{k}-w_{k}\vert \leqslant r_{k},\;\;\forall k=1,\dots ,n\}.}
Він є декартовим добутком замкнутих кругів.
Межа полікруга може бути записана так:
{\displaystyle \partial D(z,r)=\{w=(w_{1},w_{2},\dots ,w_{n})\in {\mathbf {C} }^{n}\mid \vert z_{k}-w_{k}\vert \leqslant r_{k},\forall k=1,\dots ,n\;\land \;\exists j\vert z_{j}-w_{j}\vert =r_{j}\},}
Також важливою є така частина межі, як кістяк полікруга, що визначений формулою:
{\displaystyle T(z,r)=\{w=(w_{1},w_{2},\dots ,w_{n})\in {\mathbf {C} }^{n}\mid \vert z_{k}-w_{k}\vert =r_{k},\forall k=1,\dots ,n\},}

## Полікруг і багатовимірна куля
Окрім полікруга, в {\displaystyle \mathbb {C} ^{n}} також визначена стандартна відкрита куля
{\displaystyle \{w\in \mathbf {C} ^{n}\mid \lVert z-w\rVert <r\},}
де нормою є евклідова норма в {\displaystyle \mathbb {C} ^{n}}.
Коли {\displaystyle n>1}, відкриті полікруги і відкриті кулі не є біголоморфно еквівалентними тобто між ними не існує голоморфного бієктивного відображення з голоморфним оберненим відображенням. Цей факт був доведений Анрі Пуанкаре в 1907 році. Пуанкаре показав, що групи автоморфізмів відкритих куль і полікругів мають різні розмірності як групи Лі. 

## Узагальнення
Очевидним узагальненням полікругів в комплексному аналізі є поліобласті :{\displaystyle D_{1}\times \dots \times D_{n},} що є добутком областей в комплексній площині. Замкнуті поліобласті, межі та кістяки в цьому випадку визначаються аналогічно до попереднього.
Полікруг є частковим випадком логарифмічно опуклої області Рейнхарта.